# Ольштин-Західний
53°46′41″ пн. ш. 20°28′03″ сх. д. / 53.77805556° пн. ш. 20.4675° сх. д.
Ольштин-Західний (пол. Dworzec Olsztyn Zachodni) — пасажирський залізничний зупинний пункт в польському місті Ольштин.
Відповідно з класифікацією пасажирських станцій у Польщі має категорію агломераційної станції.

## Інфраструктура

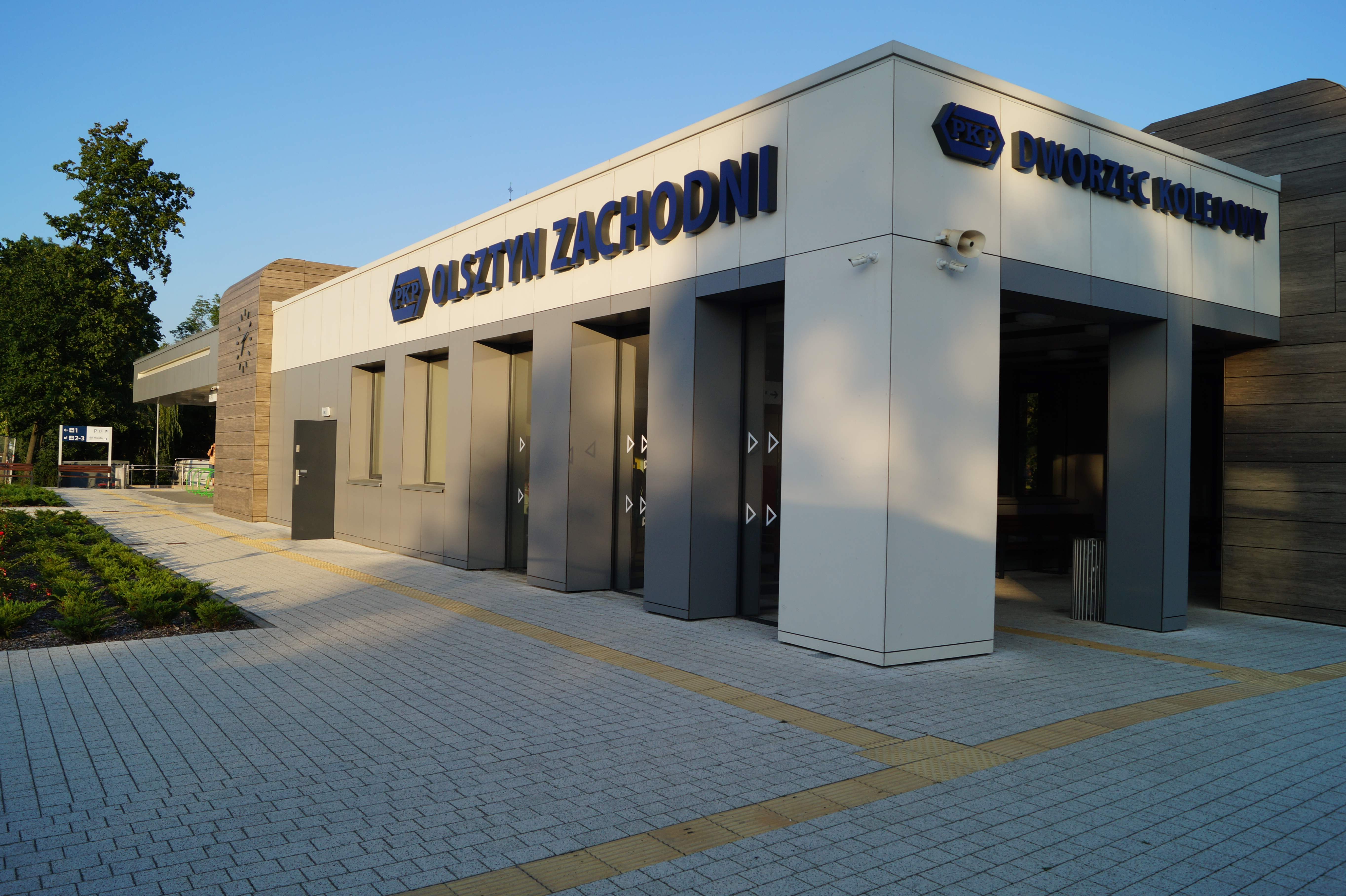
Вокзал станції Ольштин-Західний

Станція має 3 відкриті платформи та 4 колії (це третя за величиною станція в Ольштині). У приміщенні вокзалу знаходяться три квиткові каси, кіоски та кафе. Платформи сполучені підземним переходом — характерним елементом німецького залізничного будівництва.
Під час реконструкції вул. Артилерійської було подовжено тунель під залізничними колями. 
Новий тунель має довжину 113 м, з яких 33 м — це старий, модернізований тунель, споруджений у 1903 році. 
Довжина тунелю під новозбудованою вулицею Артилерійською становить 67 метрів. Решта веде до вулиці Ягелли.
У рамках модернізації тунелю оновлено доступ до платформ.

## Історія
Залізничний вокзал Ольштин-Західний був побудований у 1890—1893 роках на місці існуючої з 1883 року залізничної станції Ольштин-Передмістя.
До 1945 року Ольштин-Західний мав назву Ольштин-Передмістя.
28 липня 2016 року Польські державні залізниці підписали договір з консорціумом SKB Development та SKB Budownictwo на капітальний ремонт станції 
.
13 червня 2017 року офіційно відкритий новий залізничний вокзал.
Станом на 2018 рік зупинний пункт обслуговував близько 1100 пасажирів на добу
.